# Джурджин
Джурджин (серб. Ђурђин) — село в Сербії, належить до общини Суботиця Північно-Бацького округу в багатоетнічному, автономному краю Воєводина.

## Населення
Населення села становить 1771 особа (2002, перепис), з них:
- хорвати — 877 — 38,77%;
- серби — 484 — 27,72%;
- бунєвці — 251 — 14,37%;
- мадяри — 124 — 7,10%;

Решту жителів  — з різних етносів, зокрема: чорногорці, румуни, німці і з десяток русинів-українців.